# Federazione calcistica del Burundi
La Federazione calcistica del Burundi (in francese Fédération de Football du Burundi, in inglese National Football Association of Burundi, acronimo FFB) è l'ente che governa il calcio in Burundi.
Fondata nel 1948, si affiliò alla FIFA e alla CAF nel 1972. Ha sede nella capitale Bujumbura e controlla il campionato nazionale, la coppa nazionale e la Nazionale del paese.